# Powiat de Włocławek
Le district de Włocławek (en polonais : powiat włocławski) est un powiat appartenant à la Voïvodie de Couïavie-Poméranie dans le centre-nord de la Pologne.

## Division administrative
Le powiat (district) comprend 13 communes (gminy) :
- 1 commune urbaine : Kowal ;
- 7 communes rurales : Baruchowo, Boniewo, Choceń, Fabianki, Kowal, Lubanie et Włocławek ;
- 5 communes mixtes : Brześć Kujawski, Chodecz, Izbica Kujawska, Lubień Kujawski et Lubraniec.